# Tom Wilkes
Pour les articles homonymes, voir Wilkes.
Tom Wilkes (30 juillet 1939 - 28 juin 2009) est un directeur artistique américain, également designer, illustrateur et écrivain. En 1967, il est directeur artistique du Festival international de musique pop de Monterey, puis, en 1971, du The Concert for Bangladesh. Par la suite, il travaille avec de nombreux groupes à l'élaboration de pochettes d'albums. Parmi ses contributions les plus notables se trouvent l'album rouge et l'album bleu, compilations des Beatles parues en 1973, ainsi que l'album des Rollings Stones Beggars Banquet et Harvest de Neil Young. En 1974, il remporte le Grammy Award de la meilleure pochette pour l'album Tommy des Who.
Il a par ailleurs été directeur artistique des maisons de disques A&M Records et ABC Records.